# Palpibracus albuquerquei
Palpibracus albuquerquei är en tvåvingeart som beskrevs av Carvalho 1989. Palpibracus albuquerquei ingår i släktet Palpibracus och familjen husflugor. Inga underarter finns listade i Catalogue of Life.